# NTTロジスコ
株式会社NTTロジスコ（英: NTT LOGISCO Inc．）は、東京都中央区日本橋に本社を置く、NTTグループの物流会社である。通称はNTTロジスコ。全国19ヶ所の物流センターをベースに3PL事業を展開している。

## 概要
NTTの物流子会社として、NTTグループの物流業務を一手に担っている。これまでは、ケーブルや電柱、スマートフォン、電話帳といった情報通信に関わる物流企業として発展してきたが、電話需要の変化により、物量が減少している。現在は、3PL企業として、医療機器や化粧品、エンタメ商材などNTTグループ外の物流業務にも注力し、外販比率は約6割ほどである。

## 沿革
- 1991年 - NTT物流部発足
- 1991年 - NTT-PD企画株式会社設立
- 1994年 - 株式会社エヌ・ティ・ティ・ロジスコへ改称（本社：東京都豊島区池袋）、NTT物流部から人員及び資産を承継し営業を開始
- 1998年 - 本店移転（東京都千代田区霞が関）
- 1999年 - 品質ISO9002と環境ISO14001を同時認証取得
- 2000年 - NTTロジスコサービス設立、機密文書リサイクルシステムの特許取得（SS-BOX）
- 2001年 - NTTロジスコインフォメーションサービス設立
- 2005年 - ISO 13485取得
- 2006年 - プライバシーマークを取得
- 2010年 - 千葉物流センターD棟竣工[6]
- 2012年 - 千葉物流センター新A棟[6]、八尾物流センタ新A棟竣工[7]

- 2014年 - 千葉物流センター新B棟[6]、京急開発との共同事業により平和島物流センタ竣工[8]
- 2015年 - 本店移転（東京都大田区平和島）[8]
- 2016年 - 医療ISO13485認証取得事業所を拡大（平和島物流センタ）[9]
- 2017年 - 高槻物流センター開設
- 2017年 - NTTロジスコ本社に「薬事品質保証室」新設[10]
- 2018年 - 埼玉花崎センター 開設[11]
- 2019年 - 茨木物流センター開設[12]
- 2021年
  - 6月30日 - 午前9時10分、千葉物流センターA棟およびC棟のサーバに不正アクセスが発生し、約800万件の個人情報が漏えいした可能性があると発表[13]。NTTぷららから委託していたSTB機器の配送に関する個人情報（氏名と住所、電話番号、DRMID（STB機器固有の番号）、基本契約番号（ひかりTVの数字10桁の契約番号）、顧客番号（ISPぷらら／ひかりTVの数字10桁の契約番号））を格納していたファルダへの侵入とファイルの減失が確認された[13]。クレジットカード情報と金融機関口座情報などの決済関連情報は一切含まれていないとしている[13]。
  - 7月9日 - NTTロジスコと外部専門機関による上記の件に関する調査結果を発表[14]。約800万件の個人情報が漏えいした可能性があると発表していたが、調査により可能性のある件数としては約500件まで絞られ、その後の調査により個人情報流出を示す明確な痕跡が確認されず、現時点で外部への流出の可能性は極めて低いことが確認された[14]。
  - 8月1日 ‐ 社長直轄の「セキュリティ推進室」を設置し、情報セキュリティの更なる強化並びに再発防止策の徹底を図ると発表。
  - 9月27日 ‐ 情報セキュリティ基本方針を制定。

- 2023年 - 本社を現在地に移転

## 事業拠点

### 本社・支店
- 本社 - 東京都中央区
- 北海道支店 - 北海道札幌市
- 東北支店 - 宮城県仙台市
- 信越支店 - 長野県長野市
- 北陸支店 - 石川県金沢市
- 東海支店 - 愛知県丹羽郡大口町
- 西日本営業部 - 大阪府八尾市
- 中国支店 - 広島県安芸郡坂町
- 四国支店 - 愛媛県松山市
- 九州支店 - 福岡県福岡市

### 物流センター
- 札幌物流センター - 北海道札幌市
- 仙台物流センター - 宮城県仙台市
- 長野物流センター - 長野県長野市
- 平和島物流センター - 東京都大田区
- メディカルロジスティクスセンター - 東京都大田区
- 千葉物流センター - 千葉県市川市
- 神奈川物流センター - 神奈川県横浜市
- 埼玉物流センター - 埼玉県加須市
- 埼玉花崎センター - 埼玉県加須市
- 金沢物流センター - 石川県金沢市
- 名古屋物流センター - 愛知県丹羽郡大口町
- 掛川物流センター - 静岡県掛川市
- 堺物流センター - 大阪府堺市
- 八尾物流センター - 大阪府八尾市
- 高槻物流センター - 大阪府高槻市
- 茨木物流センター - 大阪府茨木市
- 広島物流センター - 広島県安芸郡坂町
- 松山物流センター - 愛媛県松山市
- 福岡物流センター - 福岡県福岡市

## グループ企業
- NTTロジスコサービス - 東京都中央区

## 外部認証
- ISO 9001（品質）
- ISO 14001（環境）
- ISO 13485（医療機器品質マネジメントシステム）
- プライバシーマーク